# أسكونيوس بيديانوس
كوينتوس أسكونيوس بيديانوس (باللاتينية: Quintus Asconius Pedianus) هو مؤرخ روماني من القرن الأول الميلادي، ولد في سنة 9 ق م. كتب عن تاريخ حكم عائلة يوليوس قيصر و أغسطس قيصر إلى عصر نيرون. تكلم أيضاً عن تاريخ الشعراء سالوست و فيرجيل. توفي في سنة 76 بعد اصابته بالعمى لمدة 12 سنة.